# Overhoeksplein
Het Overhoeksplein is een rechthoekig stadsplein in Amsterdam-Noord. Het gehele plein is voetgangers- en fietsersgebied.

## Ligging en geschiedenis
Het plein ligt in een punt gevormd van de Badhuiskade (oever van het Buiksloterkanaal) en de IJpromenade (oever van het IJ). Het plein werd tussen 2004 en 2014 vernoemd naar de A'DAM Toren (bijnaam Overhoeks) van Arthur Staal, die jarenlang dienst deed tot onderkomen van Koninklijke Shell. Het gebouw staat overhoeks (afwijkend ten opzichte van de stad); het kreeg een plaats aan de zuidwestkant van het plein met adres Overhoeksplein 1. Toen Shell hier vertrok kon er ruimte gemaakt worden voor nieuwbouw waaronder het EYE Filmmuseum ontworpen door Roman Delugan en Elke Delugan-Meissl uit 2012, dat aan de noordwestkant van het plein kwam te staan, maar een ander adres heeft. Aan de noordoostkant stond al het (voormalig) Groot en Nieuw Laboratorium Shell van architect Kees Abspoel uit 1929. Op het plein zelf staat het gebouw Overhoeksplein 51 van This is Holland.
In het noorden gaat het plein over in een park, dat in de volksmond Oever- of Overhoekspark heet, maar geen officiële naam heeft (gegevens 2024).
Onder een groot deel van het plein bevindt zich een ondergrondse parkeergarage, waarin het Amsterdam Game Park is gevestigd. Ook bevindt zich op het plein een luikdeur als toegang naar ondergrondse club Shelter. 

## Twee bruggen
Vanuit het plein reiken twee bruggen over het Buiksloterkanaal naar het Tolhuistuingebied. Er is de oude Galgenveldbrug nog van Staal zelf en de Volewijckbrug uit 2009 van Korth Tielens Architectenbureau.

## Kunst
Op het terrein aan het kanaal staat het artistieke kunstwerk Vreemde vogels-Monument voor verdraagzaamheid.